# Rachele Peretti
Rachele Peretti (Villafranca di Verona, 5 settembre 1992) è una calciatrice italiana, attaccante del Verona.

## Carriera

### Club
Rachele Peretti si avvicina al calcio fin da giovanissima, anche grazie al fratello maggiore di sei anni che pratica il medesimo sport. Dopo qualche anno trascorso nelle giovanili della squadra del paese di residenza, all'età di 9 anni si tessera con la Fortitudo Mozzecane, società di Mozzecane, in provincia di Verona, iniziando a giocare con una formazione interamente femminile in tutte le categorie giovanili.
Grazie alle qualità espresse viene inserita in rosa nella squadra titolare fin dalla stagione 2006-2007, facendo il suo debutto in Serie B, a quel tempo terzo livello della piramide calcistica del campionato italiano di categoria, il 20 maggio 2007, alla 22ª e ultima giornata del campionato, nella partita in cui le venete si imposero con un rotondo 10-0 in casa del Futsal Fabriano fanalino di coda, siglando al 15' e al 18' le due reti che fissano il parziale sul 3-0.
Dopo due brevissime apparizioni nel campionato successivo, quello della promozione in Serie A2, Peretti viene inserita regolarmente in rosa. Grazie anche alle sue 8 reti siglate su 22 incontri disputati, quarta realizzatrice della squadra, nella stagione 2010-2011 contribuisce a conquistare la promozione in Serie A per la stagione entrante, facendo il suo debutto nella massima serie già dalla prima giornata di campionato, il 22 settembre 2012 dove sigla anche la sua prima rete in Serie A, che sarà l'unica dell'incontro, nella partita persa in casa con il Graphistudio Tavagnacco per 1-6.
Veste la maglia gialloblu della società veneta fino al termine della stagione 2014-2015, passando con la formula del prestito al Fimauto Valpolicella per la stagione successiva di Serie B, siglando 8 reti su 20 incontri e mancando la promozione in Serie A di due soli punti. Nell'estate 2016 la società la richiama a vestire la maglia della Fortitudo.
Dopo circa 20 anni passati alla Fortitudo Mozzecane, poi diventata ChievoVerona FM, nell'estate 2022 si è trasferita al Verona, appena retrocesso in Serie B.

## Palmarès
- Campionato italiano di Serie A2: 1

Fortitudo Mozzecane: 2008-2009
- Campionato italiano di Serie B: 1

Fortitudo Mozzecane: 2007-2008 (terzo livello)